# Culture
Culture es un grupo de roots reggae jamaquino fundado en Kingston en 1976. Originalmente conocidos como The African Disciples, el único miembro constante del grupo hasta su muerte en 2006 fue Joseph Hill.

## Historia
El grupo se formó en 1976 como un trío vocal de Joseph Hill (ex percusionista de la banda de Studio One, Soul Defenders), su primo Albert "Ralph" Walker y Roy "Kenneth" Dayes, inicialmente con el nombre de The African Disciples. The African Disciples pronto cambiaron su nombre a Culture y audicionaron con éxito para "Mighty Two": el productor Joe Gibbs y el ingeniero Errol Thompson. Mientras estaban en el estudio de Gibbs, grabaron una serie de sencillos, comenzando con "See Dem a Come" y "Two Sevens Clash", que predijo el apocalipsis el 7 de julio de 1977, muchos de los cuales terminaron en su álbum debut Two Sevens Clash. La canción fue lo suficientemente influyente como para que muchos en Kingston se quedaran en casa el 7 de julio, temiendo que la profecía se hiciera realidad. Un segundo álbum producido por Gibbs, Baldhead Bridge, siguió en 1978, momento en el que el grupo había pasado a grabar para la productora Sonia Pottinger. El grupo entró en una disputa de larga duración con Gibbs sobre las regalías del primer álbum.
Mientras tanto, Two Sevens Clash se había convertido en un éxito de ventas en el Reino Unido, popular entre los fanáticos del punk rock y los fanáticos del reggae, impulsado por el apoyo de John Peel en su programa de BBC Radio 1, y alcanzó el número 60 en la lista de álbumes del Reino Unido en abril de 1978. Esto llevó al grupo a firmar con el sello Front Line de Virgin Records, con quienes lanzaron Harder than the Rest (1978) e International Herb (1979). Culture también lanzó discos en otros sellos en Jamaica, incluida una versión doblada de Harder than the Rest, Culture in Dub (1978, High Note) y Africa Stand Alone (1978). Un álbum grabado para Pottinger en 1979 con un título provisional de Black Rose permaneció inédito hasta que aparecieron pistas en el álbum de 1993 Trod On. Culture se presentó en el One Love Peace Concert en 1978.
En 1981, los tres cantantes se separaron. Hill siguió usando el nombre de Culture y grabó el álbum Lion Rock, que fue reeditado en Estados Unidos por Heartbeat Records. Hill y los nuevos integrantes grabaron una sesión para John Peel en diciembre de 1982, y el grupo pasó a grabar más sesiones de estudio con Peel en 1998 y 2002, y su presentación en el Royal Festival Hall en julio de 1998 fue transmitida en su show. Por su parte, Walker y Dayes grabaron canciones por su cuenta; algunas de los cuales aparecieron en un álbum titulado Roots & Culture. Hill se presentó en el festival Reggae Sunsplash en 1985 y en 1986 la formación original se reunió para grabar dos álbumes aclamados por la crítica: Culture in Culture y Culture at Work.
Culture lanzó varios álbumes en la década de 1990 en Shanachie y Ras Records, a menudo grabaron con Sly and Robbie, con Dayes dejando el grupo nuevamente alrededor de 1994 y reemplazado por Reginald Taylor. Posteriormente, Dayes trabajó como solista bajo el nombre Kenneth Culture. En 2001 Telford Nelson reemplazó a Taylor.
Joseph Hill, líder de facto de la banda, murió en Berlín, Alemania, el 19 de agosto de 2006, mientras el grupo estaba de gira, después de colapsar después de una presentación en vivo. Su hijo, Kenyatta Hill, que había participado como ingeniero de sonido del grupo durante la gira, interpretó con la banda de su padre en el espectáculo Western Consciousness en 2007, dedicado a Joseph Hill, y se convirtió en el cantante principal de Culture; Walker y Nelson continúan proporcionando coros. En 2011 lanzaron Live On, con las interpretaciones de Kenyatta de las canciones de su padre, incluidas "Two Sevens Clash" e "International Herb".

## Discografía

### Álbumes de estudio
- Two Sevens Clash (1977), Joe Gibbs Music
- Baldhead Bridge (1978), Joe Gibbs Music
- Harder than the Rest producido por Sonia Pottinger (1978), Virgin Records/Front Line
- Africa Stand Alone (1978), April
- Cumbolo produced by Sonia Pottinger (1979), Virgin/Front Line
- International Herb producido por Sonia Pottinger (1979), High Note/Virgin
- More Culture aka Innocent Blood (1981), Joe Gibbs Music
- Lion Rock (1982), Sonic Sounds
- Culture in Culture (1985), Music Track
- Culture at Work (1986), Blue Mountain/Shanachie
- Nuff Crisis! (1988), Blue Mountain
- Good Things (1989), RAS
- Three Sides to My Story (1991), Shanachie
- Wings of a Dove (1992), Shanachie
- One Stone (1996), Gorgon/RAS
- Trust Me (1997), RAS
- Payday (1999), RAS
- Humble African (2000), VP
- World Peace (2003), Heartbeat
- Pass the Torch (Tafari Records) (2007)
- Live On (2011), Zojak Worldwide

### Álbumesdub
- Culture Dub (1978), High Note
- Culture in Dub: 15 Dub Shots (1994), Heartbeat
- Stoned (One Stone in Dub masterizado por Fathead y Jim Fox) (1996), RAS
- Scientist Dubs Culture into a Parallel Universe (2000)
- Rare and Unreleased Dub, Revolver

### Álbumes en vivo
- Cultural Livity: Live Culture '98 (1998), RAS
- Live in Africa (2002)
- Live in Negril (2003)

### Álbumes split
- Roots and Culture (1982), Jah Guidance – con Don Carlos

### Compilaciones
- Vital Selection (1981), Virgin
- Rare and Unreleased Dub Revolver Records (1989)
- Too Long in Slavery producido por Sonia Pottinger (1981), Virgin
- 17 Chapters of Culture (1992), Sonic Sounds
- Trod On producido por Sonia Pottinger (1993), Heartbeat
- Strictly Culture: The Best Of Culture 1977–1979 (1994), MCI
- Ras Portraits (1997), RAS
- Peace and Love (1997), Rhino
- Reggae Giants (1997), Top Tape
- Production Something (1998), Heartbeat
- Kings of Reggae (2001), Nocturne
- Chanting On (2004), Earmark
- This Is Crucial Reggae (2004), Sanctuary
- Culture & The Deejays at Joe Gibbs 1977–79 (2008), 17 North Parade
- At Joe Gibbs (2011), 17 North Parade
- Seven Sevens Clash (2012), 17 North Parade
- Stronger than Ever: At Their Best, Rocky One
- Natty Never Get Weary, Revolver

### DVDs
- Live in Africa (2002), RAS